# سعيد الغامدي

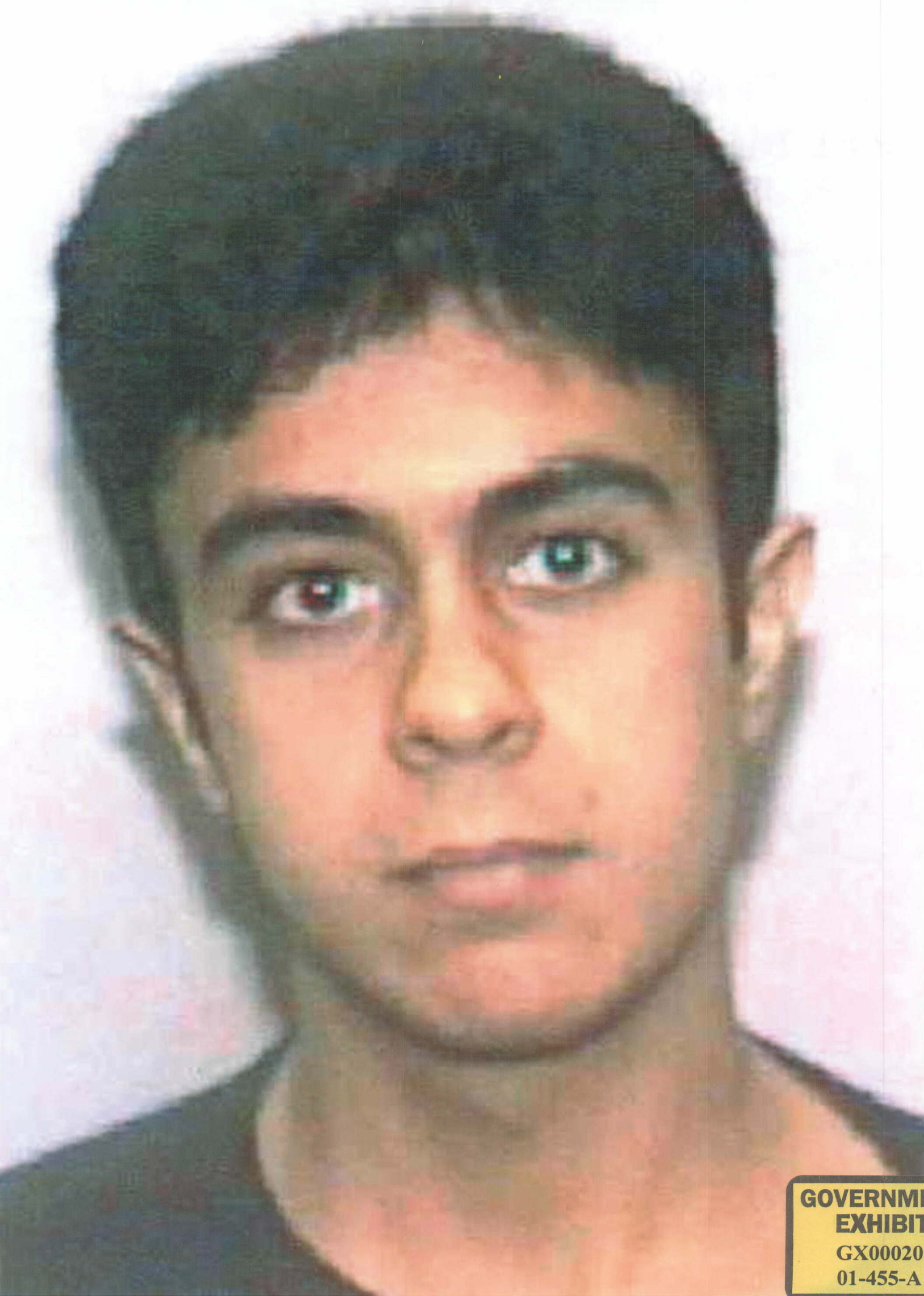
سعيد الغامدي

سعيد الغامدي (21 نوفمبر 1979 - 11 سبتمبر 2001)، واحد من أربعة خاطفي طائرة يونايتد ايرلاينز الرحلة رقم 93 كجزء من هجمات 11 سبتمبر.

## عن حياته
ولد في السعودية، وغادر للقتال في الشيشان بعد تسربه من الدراسة في الكلية، وتم تحويله إلى أفغانستان للتدريب في معسكر لتنظيم القاعدة. وتم اختياره من قبل أسامة بن لادن للمشاركة في الهجمات في الولايات المتحدة، ووصل إلى الولايات المتحدة في يونيو 2001. وخلال إقامته في الولايات المتحدة، استقر بهدوء في ولاية فلوريدا، وخطط لكيفية الهجمات والتدريب على أجهزة محاكاة الطيران.

## هجمات 11 سبتمبر
في 11 سبتمبر 2001 استقل طائرة يونايتد ايرلاينز الرحلة رقم 93 وساعد في خطف الطائرة التي تحطمت بعد سيطرة زياد جراح عليها في شانكسفيل بولاية بنسلفانيا.

## معرض صور

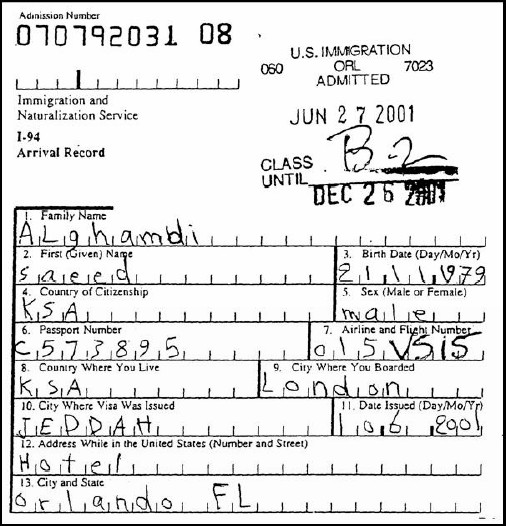
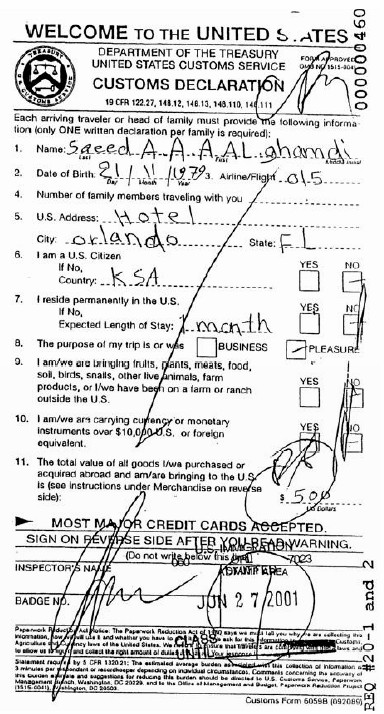